# Жернопи
Жернопи — деревня в Кезском районе Удмуртской республики.

## География
Находится в северо-восточной части Удмуртии на расстоянии приблизительно 12 км на юго-восток по прямой от районного центра поселка Кез.

## История
Известна с 1873 года как починок Медло (Жарло-пу) с 5 дворами. В 1905 году (починок Жернопиевский или Жернопи, Медло) учтено 13 дворов, в 1920 (починок Жернопи или Медло-Малая, Медло Малое) — 22 (удмуртских −12 и русских 10), в 1924 — 32. С 1932 года деревня. До 2021 года входила в состав Сосновоборского сельского поселения.

## Население
Постоянное население составляло 45 человек (1873), 112 (1905), 84 (1924), 6 человек в 2002 году (удмурты 50 %, русские 33 %), 0 в 2012.